# Sulla cresta dell'onda
Sulla cresta dell'onda è stato un programma televisivo italiano, andato in onda su Rai 1 per una sola edizione, dal 28 febbraio al 30 maggio 1989, il giovedì alle ore 20:30.

## Il programma
Si trattava di un varietà condotto da Edwige Fenech, a cura di Brando Giordani e Paolo Giaccio, diviso in due parti: la prima improntata maggiormente sul varietà e sull'intrattenimento, con la partecipazione degli attori Alessandro Benvenuti e Daniele Trambusti e l'orchestra diretta da Sammy Barbot, la seconda dove venivano presentate classifiche riguardanti diversi argomenti, con la partecipazione di Roberto D'Agostino, e giochi col pubblico da casa..